# Елена Павловна (великая княгиня)
Елена Павловна, до принятия православия принцесса Фредерика Шарлотта Мария Вюртембергская (нем. Friederike Charlotte Marie Prinzessin von Württemberg; 28 декабря 1806 [9 января 1807], Штутгарт, Королевство Вюртемберг — 9 [21] января 1873, Санкт-Петербург, Российская империя) — русская великая княгиня, супруга великого князя Михаила Павловича, благотворительница, государственная и общественная деятельница, известная сторонница отмены крепостного права и великих либеральных реформ.

## Биография

### Детские годы
Родилась 28 декабря 1806 (9 января 1807) года в Штутгарте. Она была первым ребёнком в семье принца Павла Карла Фридриха Августа, младшего сына короля Фридриха I, и принцессы Шарлотты Саксен-Альтенбургской (1787—1847). При рождении получила титул принцессы Вюртембергского дома. В семье её называли «Лотти».
Отец Шарлотты не мог ужиться со своим старшим братом, ставшим в 1816 году королём, и в 1818 году переселился из своего дома в Штутгарте в Париж, где отдал дочерей, Шарлотту и Паулину, в пансион госпожи Геруль. И хотя время, проведённое в этом пансионе, было непродолжительным, оно наложило на принцессу Шарлотте неизгладимый отпечаток, научив справляться с трудностями и утверждать себя среди достаточно «пёстрого» коллектива воспитанниц пансиона, дочек зажиточных буржуа, всем сердцем ненавидевших вюртембергских принцесс.
В парижский период жизни большое влияние на девочку оказало знакомство с известным французским учёным-естествоиспытателем Жоржем Кювье (в пансионе обучались его родственницы), с которым вела оживлённую переписку и после отъезда из Парижа. Принц Павел частенько посещал с детьми парижский салон Кювье, в котором встречались интереснейшие люди того времени. В нём бывали физик Андре-Мари Ампер, учёный и путешественник Александр фон Гумбольдт, писатели Проспер Мериме и Стендаль, художник Эжен Делакруа и др. Вращение в кругу знаменитых учёных, дипломатов и людей искусства оказало решающее влияние на формирование личности молодой принцессы и побудило её к организации, по примеру своего наставника, собственного салона в Михайловском дворце Санкт-Петербурга.

### Невеста

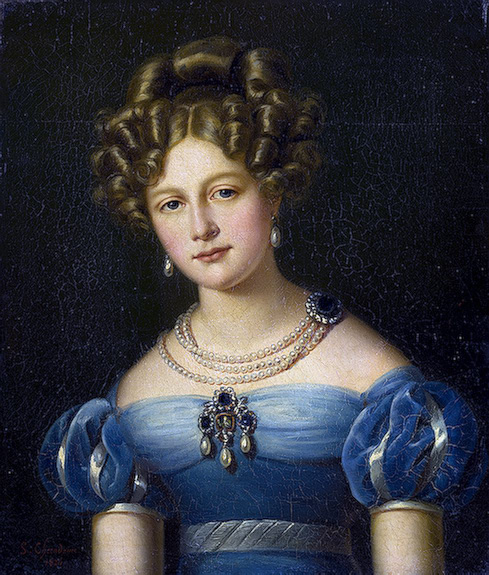
Софи Шерадам. Портрет Елены Павловны (1824)

В 1822 году, в возрасте 15 лет, была избрана вдовствующей императрицей Марией Фёдоровной (также представительницей Вюртембергского дома) в супруги своему четвёртому, младшему сыну — великому князю Михаилу Павловичу. 24-летний жених приехал в Штутгарт, чтобы познакомиться с принцессой, предназначенной ему в супруги.
По воспоминаниям графа Мориоля, жених не испытывал каких-либо нежных чувств к невесте, скорее подчинялся матери-императрице. Граф писал в 1823 году перед встречей невесты: «Эта поездка была ему очень не по сердцу и, забывая о всякой осторожности, он обнаруживал свою холодность, или, скорее, отвращение к новому положению, которое ему предстояло». Подобное отношение скорее всего объяснялось влиянием старшего брата Константина, который после первого неудачного брака возненавидел всех немецких принцесс и поддерживал младшего брата в нежелании жениться на одной из них. Между тем принцессу Шарлотту многие называли очаровательной во всех отношениях.

### Брак. Семья
5 (17) декабря 1823 года в Петербурге в Большой церкви Зимнего дворца был совершён обряд миропомазания её королевского высочества Вюртембергской принцессы — Шарлотта приняла православие с именем Елены Павловны. На следующий день, 6 (18) декабря 1823, был совершён обряд обручения. При этом ей были пожалованы титулы Великой княжны и Императорского высочества.
8 (20) февраля 1824 года в Петербурге совершилось бракосочетание по греко-восточному православному обряду. В этот день же Михаил Павлович был назначен шефом лейб-гвардии Московского полка, который тогда входил в число полков первой гвардейской дивизии.

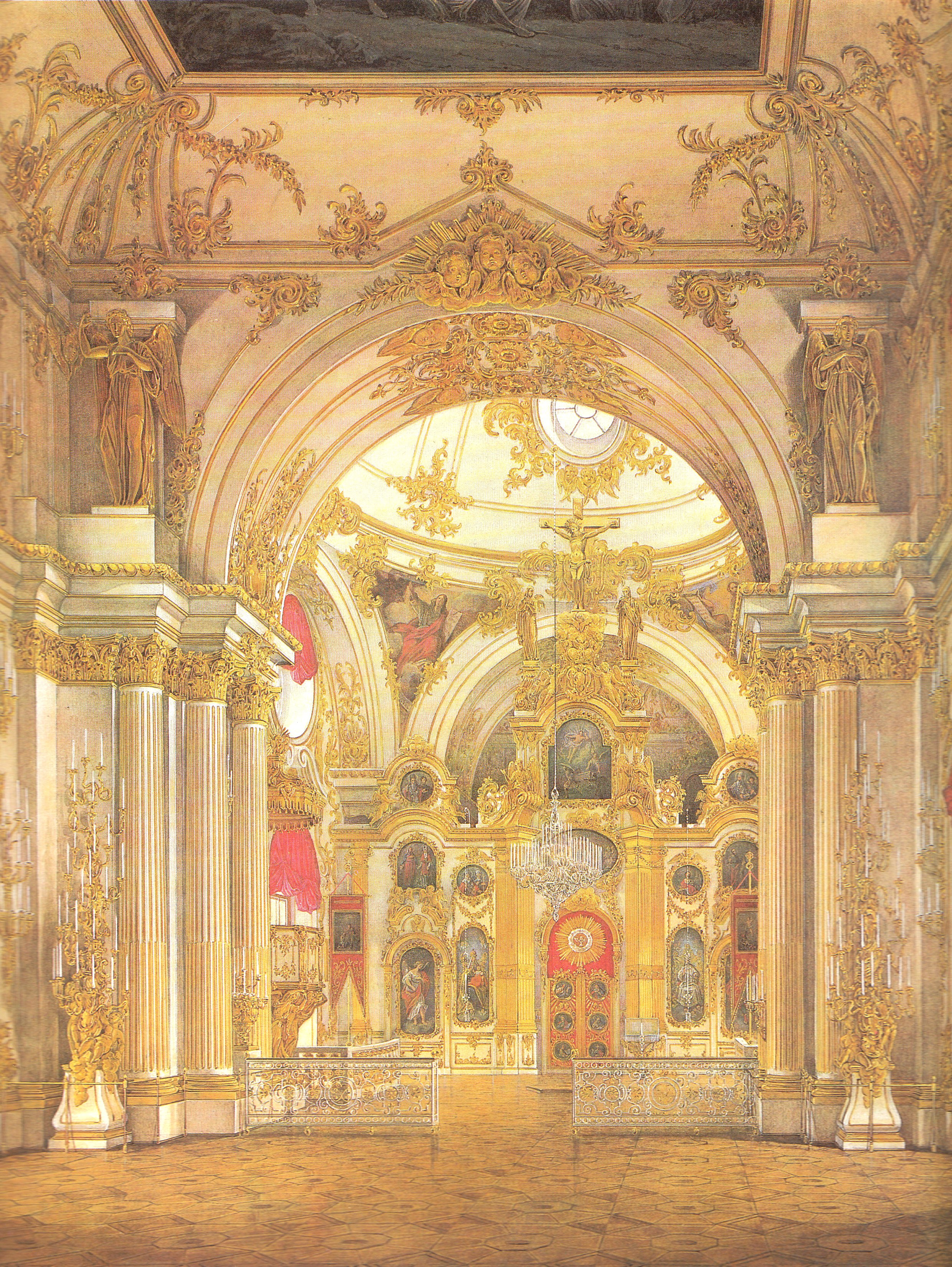
Большая церковь Зимнего дворца (Э. П. Гау, 1860-е)

К 1825 году было завершено строительство дворца великого князя Михаила Павловича, начатое ещё в 1819 году. Освящение Михайловского дворца состоялось 30 августа 1825 года. Сразу же после освящения дворца Михаил Павлович с Еленой Павловной переехали в него из Зимнего дворца.

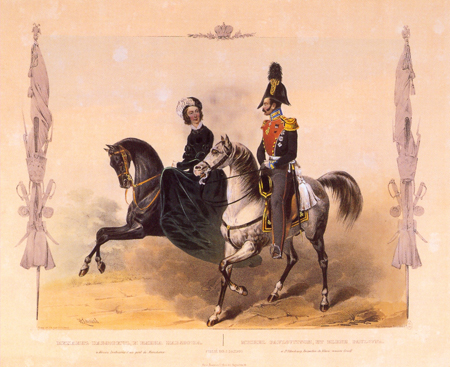
Портрет великой княгини Елены Павловны и великого князя Михаила Павловича верхом.
Х. Шмидт Вторая четверть XIX века

Отношения между супругами изначально не были тёплыми. Невнимание Михаила к жене шокировало даже его братьев. Так в мае 1828 года Константин Павлович писал брату Николаю: «Положение (Елены Павловны) оскорбительно для женского самолюбия и для той деликатности, которая вообще свойственна женщинам. Это — потерянная женщина, если плачевное положение, в котором она находится, не изменится». Принцесса была высокообразованной женщиной с широким кругом знаний, великий князь же всего себя посвятил делам армии. О нём говорили, что «кроме армейского устава он ни одной книги не открыл».
Как ни старалась Елена Павловна подлаживаться под вкусы супруга, но, когда дело доходило до принципиальных вопросов, она не всегда умела сдерживаться: по своей горячности даже при посторонних выражала досаду и прекращала разговор, выходя из комнаты. Великий князь по возможности старался избегать общества жены.
Добрый по сути своей человек, Михаил Павлович был не самым приятным в общении, с манерами невоспитанного холостяка. Но он смирился со своим браком и «простил ей, что она была выбрана ему в жены, тем дело и кончилось». Права оказалась императрица Елизавета Алексеевна, которая писала вскоре после свадьбы : «…надо надеяться, что при настойчивости с её стороны время изменит эти грустные отношения».
В 1828 году по кончине 24 октября вдовствующей императрицы Марии Фёдоровны, согласно её высочайшему завещанию, к Великой княгине перешло управление Мариинским и Повивальным институтами.
С 1832 года состояла шефом кирасирского полка, в 1860 году переименованного в Новгородский 10-й драгунский полк.

#### Дети

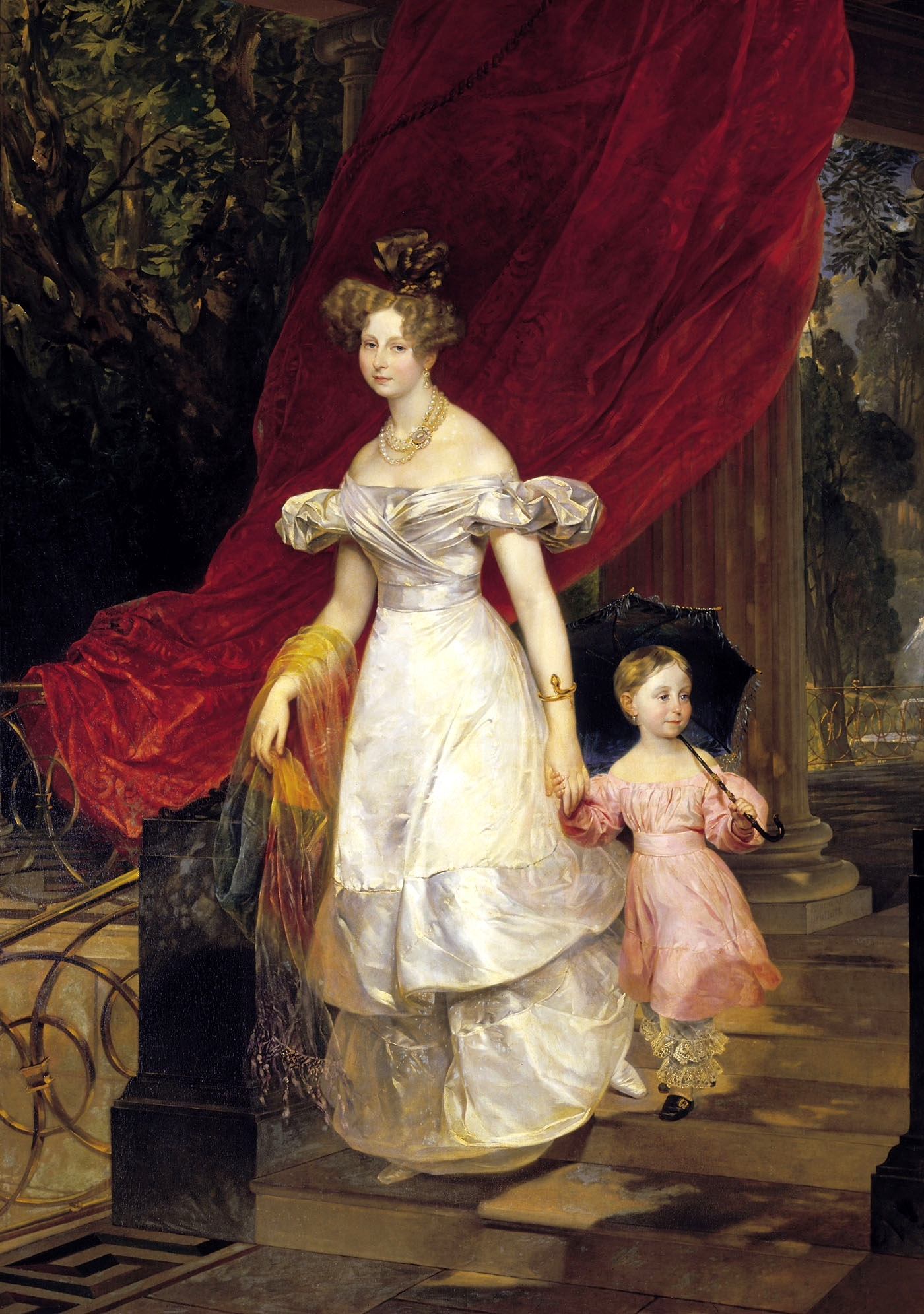
Портрет великой княгини Елены Павловны с дочерью Марией (Карл Брюллов, 1830, ГРМ)

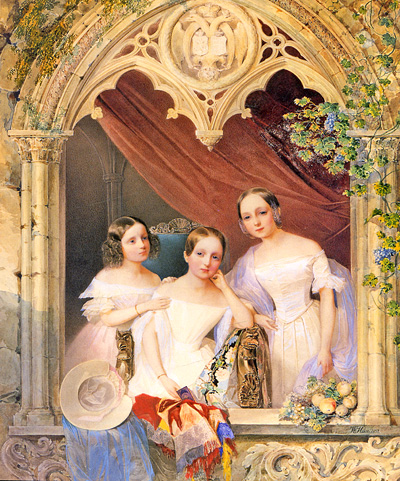
Дочери Елены Павловны.
Акварель
В. И. Гау, 1838 год.

В браке родились пять дочерей, две из которых умерли в раннем детстве . Большой трагедией для супругов стала смерть ещё двух дочерей.
- Мария Михайловна (25 февраля [9 марта] 1825 — 7 [19] ноября 1846) — умерла от скоротечной чахотки.
- Елизавета Михайловна (14 [26] мая 1826 — 16 [28] января 1845), в 1844 году вступила в брак с герцогом Нассауским Адольфом, скончалась в родах вместе с новорожденной дочкой, похоронены вместе.
- Екатерина Михайловна (16 [28] августа 1827 — 30 апреля [12 мая] 1894), вступила в брак с Георгом, герцогом Мекленбург-Стрелицким.
- Александра Михайловна (16 [28] января 1831 — 15 [27] марта 1832), по словам К. Я. Булгакова, была «прекраснейшим ребёнком, плотная, весёлая, только не смогла перенести зубов».
- Анна Михайловна (15 [27] октября 1834 — 10 [22] марта 1836)

В 1825 году у молодой великокняжеской пары родился первенец. Великий князь очень хотел сына, из которого мог бы воспитать солдата, но Елена Павловна родила ему 9 марта девочку Марию. Через год, 26 мая 1826, родилась ещё одна девочка — Елизавета. На следующий год, 16 [28] августа 1827 года, снова девочка — Екатерина.
В 1831 году Елена Павловна родила четвёртого ребёнка. Это была опять девочка — Александра. Однако на следующий год она умерла.
Через два года родился пятый ребёнок. Девочку назвали Анной. Она дожила лишь до двухлетнего возраста, умерев в 1836 году.

### Вдова
В 1849 году Михаил Павлович умер, 28 августа Михайловский дворец перешёл к Елене Павловне. Ей было 42 года, когда она овдовела. С этого момента и до самой смерти Елена Павловна носила траур.
После кончины Великого князя количество роскошных балов во дворце сократилось, зато он стал «средоточием всего интеллигентного общества» Санкт-Петербурга. И это способствовало укреплению авторитета Елены Павловны в придворных кругах. За этими приёмами закрепилось название «фр. les soirees morganatiques» — «морганатические вечера», где члены императорской фамилии встречались с лицами, официально ко двору не представленными. Подобные вечера оказались более притягательными, чем прежние пышные приёмы «мадам Мишель», как её полушутливо звали при дворе. Здесь обсуждались планы освобождения крестьян и преобразования, реализованные в ходе реформ 1860—1870-х годов.

### Благотворительная и общественная деятельность

Жетон Крестовоздвиженской общины сестёр милосердия Красного Креста

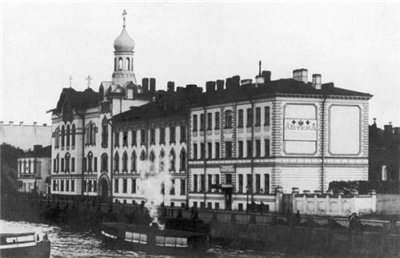
Здание Крестовоздвиженской общины сестёр милосердия Красного Креста

Проявила себя как меценат: дала средства художнику Иванову на перевоз картины «Явление Христа народу» в Россию, покровительствовала К. П. Брюллову, И. К. Айвазовскому, А. Г. Рубинштейну. Поддержав идею учреждения Русского музыкального общества и Консерватории, финансировала этот проект, внеся крупные пожертвования, в том числе вырученные от продажи лично ей принадлежавших бриллиантов. Начальные классы консерватории открылись в её дворце в 1858 году.
Оказала поддержку актёру И. Ф. Горбунову, тенору Нильскому, хирургу Пирогову.
Содействовала посмертному изданию собрания сочинений Н. В. Гоголя. Интересовалась деятельностью университета, Академии Наук, Вольного Экономического общества.
Великая княгиня оказывала попечительство училищу святой Елены; была главной попечительницей Елисаветинской детской больницы (Петербург), основала в память дочерей детские приюты Елисаветы и Марии (Москва, Павловск); реорганизовала Максимилиановскую больницу, где по её инициативе был создан постоянный стационар.
Вместе с терапевтом проф. Э. Э. Эйхвальдом занималась организационной работой по созданию лечебного учреждения — базы для подготовки и повышения квалификации врачей. Оно было открыто в 1885 году как Клинический институт Великой княгини Елены Павловны (Еленинский клинический институт, с 1993 года Санкт-Петербургская медицинская академия последипломного образования).
Выросшая в протестантской семье, Великая княгиня Елена Павловна стала глубоко верующей православной христианкой. Будучи крещённой в честь святой равноапостольной царицы Елены Константинопольской, сроднилась с праздником Воздвижения, особенно заботясь о Воздвиженском храме Московской Ямской слободы в Петербурге; в дар храму ею были принесены иконы равноапостольных Константина и Елены с частицами Креста Господня, честных мощей Иоанна Предтечи, апостола Андрея Первозванного, равноапостольного Константина и святителя Иоанна Златоуста — «Меня побуждает к тому моё искреннее благоговение к святому символу нашей веры и надежды, к которому я часто прибегала в минуты скорби и постигавших меня несчастий» — заказала для храма большой запрестольный образ Воздвижения Креста Господня. Образ создавался иконописцем Фадеевым в особо отведённой зале Михайловского дворца.
В соответствии с указом Александра II, под непосредственным покровительством Елены Павловны находились Русское музыкальное общество и Петербургская консерватория.
В своей благотворительной деятельности проявляла не только высокие духовные качества, но и организационный и администраторский талант.

#### Крестовоздвиженская община сестёр милосердия
В 1853—1856 годах выступила одной из основательниц Крестовоздвиженской общины сестёр милосердия с перевязочными пунктами и подвижными лазаретами; устав общины был утверждён 25 октября 1854 года. Ею было обнародовано воззвание ко всем русским женщинам, не связанным семейными обязанностями, с призывом о помощи больным и раненным. В распоряжение общины, под склад вещей и медикаментов, были предоставлены помещения Михайловского замка, Великая княгиня финансировала её деятельность. В борьбе со взглядами общества, не одобрявшего такого рода деятельность женщин, Великая княгиня ежедневно ездила в больницы и своими руками перевязывала кровоточащие раны.

Главная её забота заключалась в том, чтобы дать общине тот высокорелигиозный характер, который, воодушевляя сестер, закалял бы их для борьбы со всеми физическими и нравственными страданиями.— Оболенский Д. А. Мои воспоминания // Русская старина. — 1909. — № 3. — С. 518.
Для креста, который предстояло носить сёстрам, Елена Павловна выбрала Андреевскую ленту. На кресте были надписи: «Возьмите иго Моё на себя» и «Ты, Боже, крепость моя». Свой выбор Елена Павловна объяснила так: «только в смиренном терпении крепость и силу получаем мы от Бога».

5 ноября 1854 года после обедни Великая княгиня сама надела крест каждой из тридцати пяти сестёр, а на следующий день они уехали в Севастополь, где их ожидал Пирогов.
На Н. И. Пирогова, великого русского учёного, хирурга, было возложено обучение, а затем руководство их работой в Крыму. С декабря 1854 по январь 1856 года в Крыму трудилось более 200 сестёр милосердия.
Инициатива Великой княгини Елены Павловны соответствовала духу времени — в частности, схожими были действия Флоренс Найтингейл — создательницы британского отряда медсестёр. После окончания войны при общине были дополнительно открыты амбулаторная лечебница и бесплатная школа для 30 девочек.

…если сегодня Красный Крест охватывает мир, то это благодаря примеру, поданному во время войны в Крыму Её Императорским Высочеством Великой княгиней Еленой Павловной…— Анри Дюнан, основатель Международного Комитета Красного Креста
(из письма Российскому Обществу Красного Креста, 1896)

### «Кружок» Великой княгини

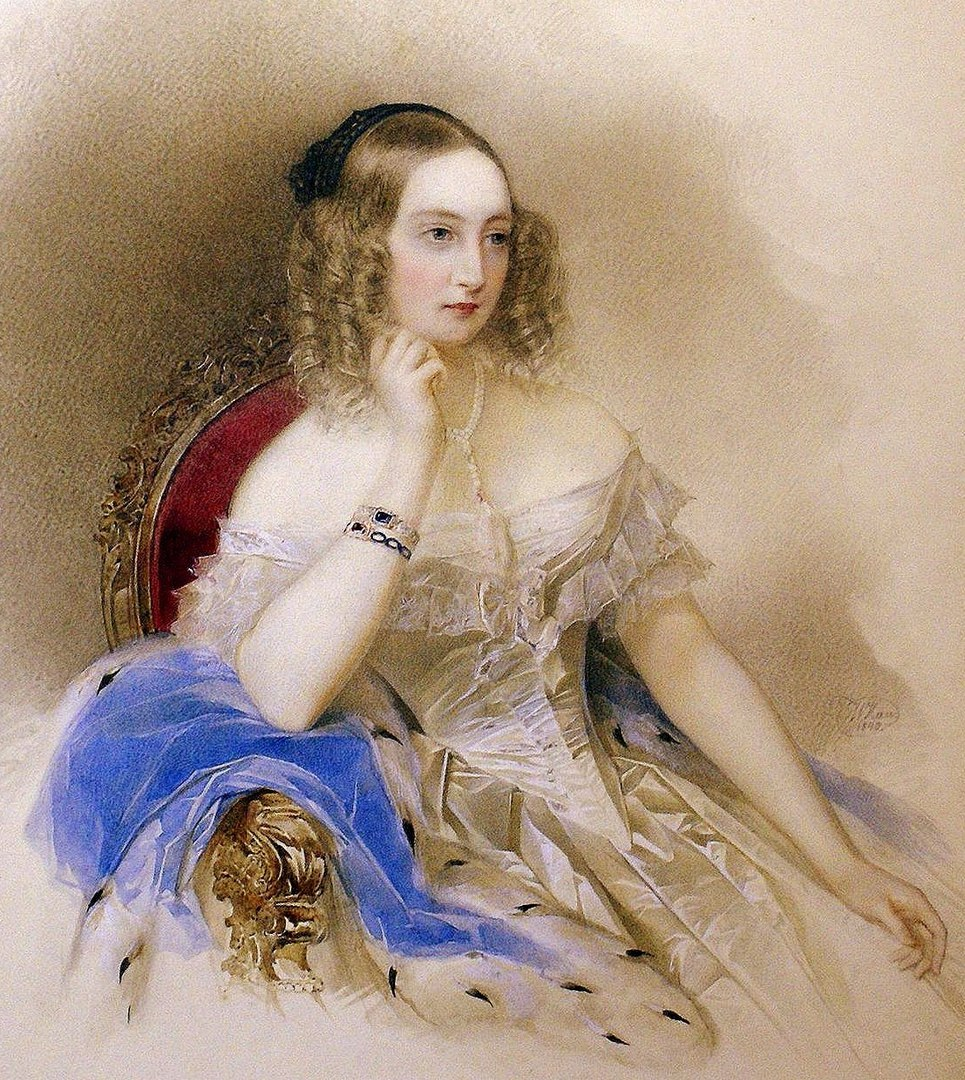
В. И. Гау. Портрет великой княгини Елены Павловны

С конца 1840-х до 1873 года в Михайловском дворце проводились вечера — «четверги», на которых обсуждались вопросы политики и культуры, литературные новинки. Собиравшийся на «четвергах» кружок Великой княгини Елены Павловны стал центром общения ведущих государственных деятелей — разработчиков и проводников Великих Реформ середины XIX века, особое место среди которых занимал близкий друг Великой княгини Н. А. Милютин.
Здесь всё возможно, всё я помнить буду

Всё кстати, всё прелестно до конца

В таком дому всегда есть место чуду —

Оно — обычай Вашего дворца.
По словам Елены Павловны: «маленький кружок… приносит великий вред: он суживает горизонт и развивает предрассудки, заменяя твёрдость воли упрямством. Сердцу нужно общение только с друзьями, но ум требует новых начал, противоречия, знакомства с тем, что делается за стенами нашего дома».
Наряду с устройством блестящих празднеств, отличавшихся особым вкусом и оригинальностью, она создала нейтральную почву, на которой могла встречаться с интересовавшими её людьми, не ставя их в зависимость от обычных условий придворной жизни и приглашая во дворец от имени княжны Львовой или княгини Одоевской. Встречали «в высшей степени внимательный и ласковый, сознательно обдуманный приём» начальник 2-го отделения Императорской канцелярии граф Д. Н. Блудов, председатель Государственного Совета и Комитета министров князь А. Ф. Орлов, министр юстиции граф В. Н. Панин, князь А. М. Горчаков, граф Н. Н. Муравьёв-Амурский, граф П. Д. Киселёв, прусский посланник князь Отто фон Бисмарк, Н. А. Милютин, князь В. А. Черкасский, В. В. Тарновский, Г. П. Галаган, Ю. Ф. Самарин, К. Д. Кавелин, И. С. Аксаков, А. В. Головнин, граф М. Х. Рейтерн, граф Ю. М. Виельгорский, князь В. Ф. Одоевский, Ф. И. Тютчев, барон Александр фон Гумбольдт, барон Август фон Гакстгаузен, маркиз А. де Кюстин, К. Э. фон Бэр, О. В. Струве, граф С. С. Ланской, К. В. Чевкин. На собраниях присутствовал Император Александр II, Императрица Мария Александровна, другие члены Императорской фамилии.
«С изумительным искусством умела она группировать гостей так, чтобы вызвать государя и царицу на внимание и на разговор с личностями, для них нередко чуждыми и против которых они могли быть предубеждены; при этом все это делалось незаметно для непосвящённых в тайны глаз и без утомления государя».
Живо интересовалась первыми шагами новых учреждений и очень горячо принимала к сердцу слухи о том, что после падения министра юстиции Замятнина, Судебным Уставам может грозить серьёзная опасность. Просила Самарина написать «Исторический очерк крепостного состояния в его возникновении и влиянии на народный быт», а также историю освобождения крестьян и значения его в народной жизни, находя, что для этого автору достаточно лишь «заставить себя мысленно пережить эпоху славной борьбы». Через Ю. Ф. Самарина заказала профессору Беляеву исследование о началах представительных учреждений в России.
По оценке А. Ф. Кони, собрания у Великой княгини Елены Павловны были основной дискуссионной площадкой, где вырабатывались планы Великих реформ второй половины XIX века. Сторонники реформ называли её между собой «матерью-благодетельницей».

### Освобождение крестьян. Карловская инициатива

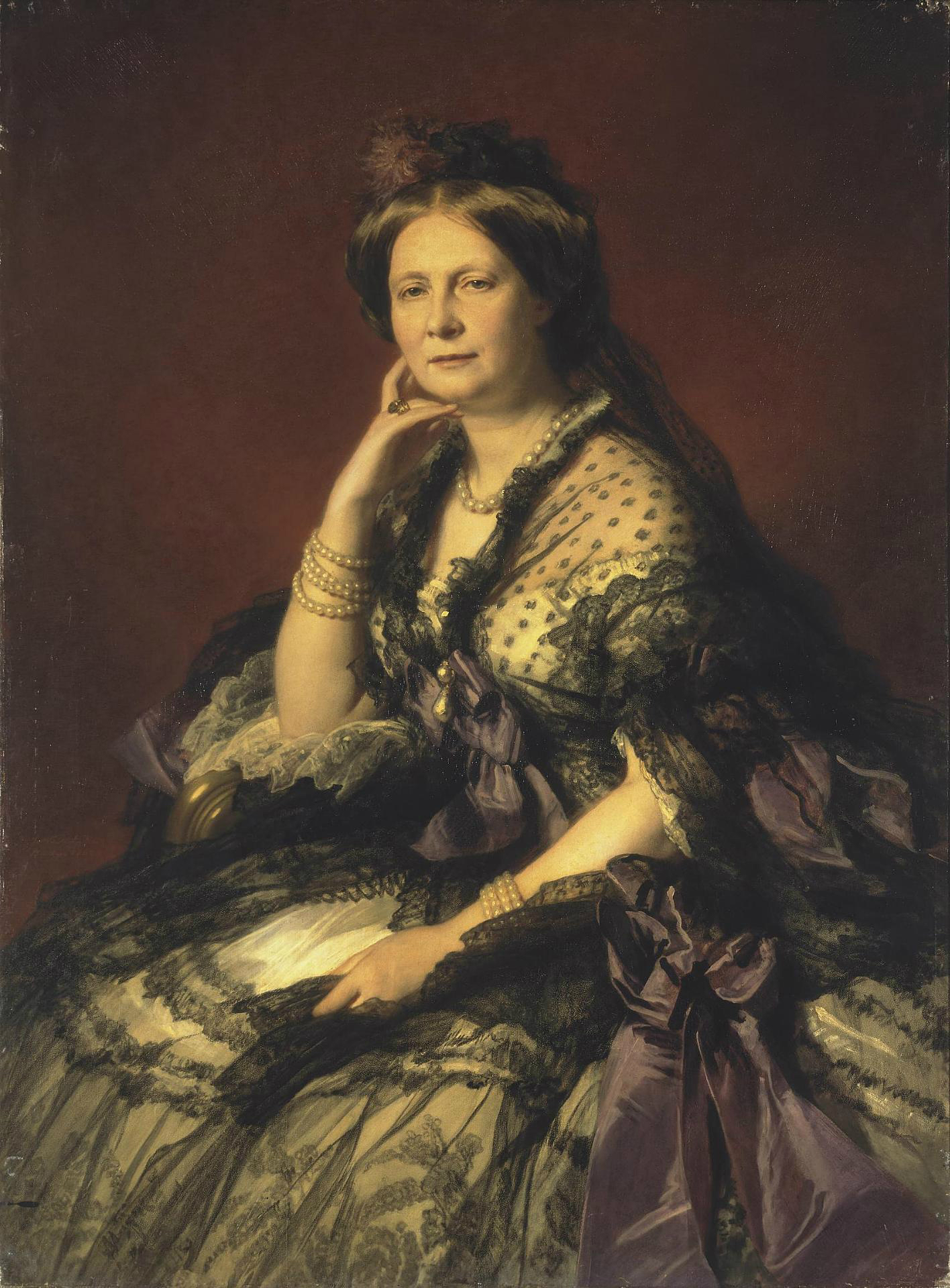
Портрет великой княгини Елены Павловны. Франц Ксавьер Винтерхальтер, 1862 г.

Ранее, будучи знакомой с графом П. Д. Киселёвым, выступала проводником его идей для Александра II. По рекомендации графа Киселёва сблизилась с Н. А. Милютиным, ставшим её близким другом и единомышленником.
Стремясь вызвать позитивный сдвиг в настроениях дворянства, в 1856 году выступила с инициативой освобождения крестьян в своём имении Карловка Полтавской губернии, включавшем 12 селений и деревень, 9090 десятин земли, с населением в 7392 мужчины и 7625 женщин. С управляющим, бароном Энгельгартом, был выработан план, — предусматривалось личное освобождение крестьян и наделение их землёй за выкуп.
В марте 1856 года совместно с Н. А. Милютиным был выработан план действий для освобождения крестьян в Полтавской и смежных губерниях, получивший предварительное одобрение Государя. Согласно этому плану, Великая княгиня обратилась к помещикам Полтавской губернии В. В. Тарновскому, князю А. В. Кочубею и другим, с призывом содействовать своими сведениями и соображениями выработке общих оснований освобождения крестьян в Полтавской, Харьковской, Черниговской и Курской губерниях. Учитывающая замечания и отредактированная профессором Кавелиным записка была передана Великому князю Константину Николаевичу, который, совместно с Н. А. Милютиным в полной мере использовал позитивный пример Карловской инициативы.
Великая княгиня Елена Павловна выступила покровительницей Н. А. Милютина, предоставляя ему доступ к высшим должностным лицам Империи и Государю. У себя на вечере она представила Милютина Императрице и дала ему возможность провести с ней длительный разговор об освобождении крестьян; познакомила его с князем Горчаковым; подготовила в феврале 1860 года у себя в Михайловском дворце встречу и длинный разговор Милютина с Императором о трудах Редакционной комиссии; постаралась установить доверительные и сочувственные личные отношения между Милютиным и Великим князем Константином Николаевичем; сообщала ему о своих контактах с Государем, имеющих отношение к делу освобождения крестьян, постоянно, письменно и словесно, старалась поддержать в нём бодрость и веру в успех, говоря ему словами Писания: «Сеющие в слезах пожнут с радостью». Главные сотрудники Милютина — князь В. А. Черкасский и Юрий Самарин — были постоянными её посетителями, и в разгар работ Редакционной комиссии, летом 1859 и 1860 годов, жили в её дворце на Каменном острове.
А. Ф. Кони отводил ей роль «главной и, во всяком случае, первой пружины освобождения крестьян».
За свою деятельность по освобождению крестьян Великая княгиня получила почётное прозвание в обществе «Princesse La Liberte». Была награждена Императором золотой медалью «Деятелю реформ».

### Смерть
В конце 1871 года Елена Павловна заболела рожистым воспалением волосистой части головы, последствием чего явился страшный упадок сил. По рекомендации врачей она отправилась в Италию и поселилась во Флоренции, где к ней вернулась былая бодрость. Вскоре, однако же,
наступила опять слабость. Желая умереть дома, Елена Павловна решила вернуться в Россию. Ни советы, ни убеждения окружающих не смогли удержать её от возвращения в Петербург. С лихорадочным нетерпением она ускорила своё путешествие, первые десять дней в Петербурге она чувствовала прилив сил и принимала в свой день рождения посетителей. Но уже 1 января 1873 года она не смогла присутствовать в Зимнем дворце. Ночью 4 января у неё началась рвота и она не смогла подняться с постели, 8 января произошёл внезапный упадок сердечной деятельности и случился паралич мозга. Скончалась в полубессознательном состоянии 9 [21] января 1873 год в Санкт-Петербурге. Похоронена в Императорской усыпальнице в Петропавловском соборе Санкт-Петербурга, рядом со своим супругом и дочерьми Александрой и Анной.

## Личные качества

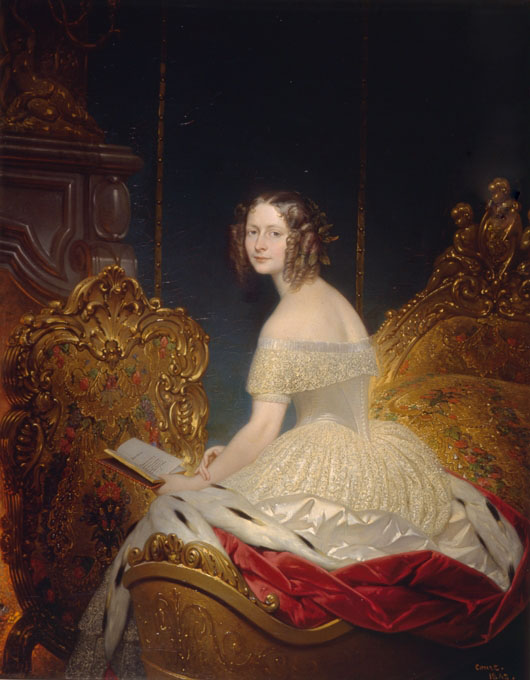
Великая княгиня Елена Павловна на портрете Ж. Кура (1842)

Многочисленные факты, приводимые в воспоминаниях современников, указывают на неординарные личные качества Великой княгини Елены Павловны.
Самостоятельно, с помощью учебников изучила русский язык; в результате могла не только в день своего приезда в Россию (1823) приветствовать каждого из 200 представленных особ по-русски, проявив присущий ей по отзывам современников дар чувствовать собеседника и располагать к себе, но и прочесть в подлиннике «Историю Государства Российского» Карамзина.

Графиня Блудова так характеризует в своих записках Елену Павловну: 

«Еще 45 лет назад я в первый раз увидела её и эту стремительность походки её, которая поражала как особенность внешняя, привлекательная, как живое радушие. Эта стремительность была лишь верным выражением стремительности характера и ума её, стремительности, которой она увлекала все мало-мальски живые умы, которые её самую иногда увлекала и приводила за собой не мало разочарований, но сама по себе была очаровательна. Ни лета, ни болезнь, ни горе не изменили этой особенности».

Обладала энциклопедическими знаниями, была прекрасно образована, одарённая тонким чувством изящного. Она любила беседовать с видными учёными и художниками. Всю свою жизнь проявляла большой интерес к искусству и покровительствовала русским художникам, музыкантам, писателям. Ей, по словам сенатора А. Ф. Кони, «доставляло истинную радость „подвязывать крылья“ начинающему таланту и поддерживать уже развившийся талант». Император Николай I называл её le savant de famille («ум нашей семьи»).
Это женщина с обширным умом и превосходным сердцем. На её дружбу вполне можно положиться, если она раз удостоит ею. Воспитанная под надзором Кювье, друга её отца, принца Вюртембергского, она сохранила воспоминания о всём, что видела и слышала в молодости. Выданная молодой замуж, она не переставала изучать науки и быть в сношениях со знаменитостями, которые приезжали в Петербург или которых встречала во время своих путешествий за границей. Разговор её с людьми сколько-нибудь замечательными никогда не был пустым или вздорным: она обращалась к ним с вопросами, полными ума и приличия, вопросами, которые просвещали её… Император Николай Павлович говорил мне однажды: «Елена — это учёный нашего семейства; я к ней отсылаю европейских путешественников. В последний раз это был Кюстин, который завёл со мной разговор об истории Православной Церкви; я тотчас отправил его к Елене, которая расскажет ему более, чем он сам знает…». Граф П. Д. Киселёв
Язык и ум теряя разом,

Гляжу на вас единым глазом:

Единый глаз в главе моей.

Когда б судьбы того хотели,

Когда б имел я сто очей,

То все бы сто на вас глядели.
Дружила с И. С. Тургеневым, по некоторым сведениям, имела доверительные отношения с А. С. Пушкиным: после пожалования в камер-юнкеры А. С. Пушкин представлялся ей и после сообщал жене: «Я поехал к Её высочеству на Каменный остров в том приятном расположении духа, в котором ты меня привыкла видеть, когда надеваю свой великолепный мундир. Но она была так мила, что я забыл и свою несчастную роль и досаду». О доверительных отношениях говорит и факт получения Еленой Павловной копии запрещённых для чтения членам императорской фамилии «Записок Екатерины II» именно от Пушкина, который 8 января 1835 года отметил в дневнике: «Великая княгиня взяла у меня „Записки Екатерины II“ и сходит от них с ума».
Общаясь с интеллектуальной элитой России, Великая княгиня демонстрировала широкий кругозор и блестящие знания, по словам князя В. Ф. Одоевского, «вечно училась чему-нибудь». Свидетельства современников неоднократно указывают на эти свойства характера Елены Павловны:

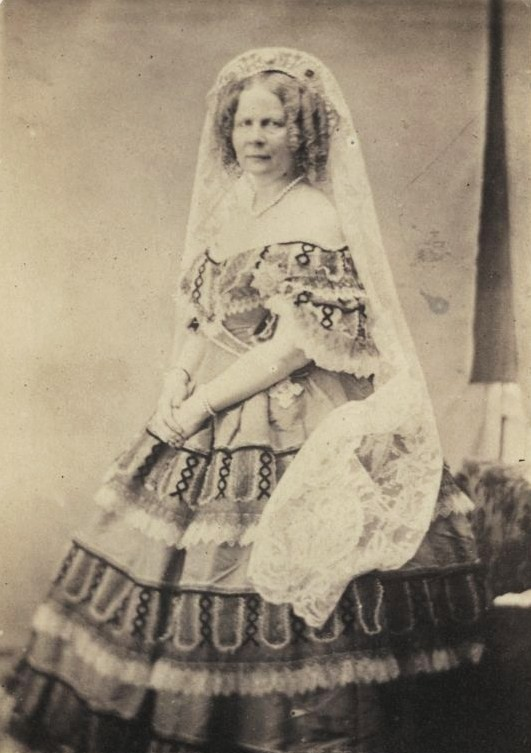
Княгиня Елена Павловна

- вела долгие беседы с профессором Арсеньевым, желая ближе познакомиться с историей и статистикой России.
- вела богословские разговоры с епископом Порфирием Успенским и с архиепископом херсонским Иннокентием, который, по его словам, был «удивлён и почти унижен» сознанием, что великая княгиня, близко зная историю и основания православия, захватила его некоторыми вопросами врасплох и вынудила у него просьбу дать ему время справиться для категорического ответа.
- В. А. Инсарский вспоминал, что его товарищи — агроном Лоде и лесовод Петерсон — читали лекции Великой княгине по этим предметам. (…) Понятно, что если эта «сушь» не отталкивала её, то и другие занятия не были ей чужды[20]
- Д. А. Милютина, представившего Елене Павловне «Первые опыты военной статистики», она пригласила в Павловск и в разговоре «обратила внимание на такие подробности, на которых едва ли останавливались многие даже из учёных специалистов»[21]
- Д. А. Оболенский, познакомившись с Великой княгиней, впервые «увидел женщину, которая ясно знала и понимала, что такое Гражданская палата»[22]
- А. И. Кошелев считал, что «Она была чрезвычайно любезна и поражала обширностью и развитостью своего ума, взгляд её на дела был истинно государственным»[23]
- Современника поразило требование к воспитанницам Мариинского института на экзамене по истории говорить о тёмных сторонах нашего прошлого «с русским чувством, но правду».

По характеристике ЭСБЕ:

Выдающиеся свойства ума и тонкая сердечная деликатность великой княгини, выражавшиеся в умении ставить себя в положение других, разделяя и понимая их интересы, способность делать это с чарующей простотой, сразу уничтожавшей условность и натянутость отношений, чуткость в симпатиях и верность в дружбе завоевывали ей преданность всех встречаемых и отыскиваемых ею на жизненном пути. До конца своих дней она интересовалась всеми явлениями в области знания и умственной деятельности, часто приходя, где было нужно, на помощь своим участием, содействием и материальной поддержкой.

По поручению Елены Павловны были переведены и изданы на французском языке литургия Святого Иоанна Златоуста, краткий молитвослов и покаянный канон Андрея Критского, «чтобы познакомить иностранцев с красотою и глубиною нашего богослужения и облегчить принявшим православие понимание наших молитв». В 1862 году в Карлсбаде А. И. Кошелев с одобрения Великой княгини инициировал подписку на строительство там православного храма, законченную уже через два года.

Великую княгиню также отмечает личная скромность и непоказная самоотверженность: 

«…как она могла при огромных размерах, принятыми лечебными учреждениями своими, уделять столько мелких сумм, раздаваемых с руки на руки. Никто из нас не помнил, чтобы она когда-либо отказала в такой помощи по просьбе кого-либо из нас. Она могла не отказывать никому, потому что себе отказывала во многом. Однако она жила открыто, (…) давала не часто, но великолепные большие праздники, одевалась, по своему положению в свете, всегда богато. (…) Но баловства самой себе она не позволяла, фантазий разных не имела. Даже в то время, когда поездка за границу всех членов императорской фамилии оплачивалась казной, она отказывалась не раз от требуемых докторами поездок»
По словам графа П. А. Валуева, с кончиной Великой княгини Елены Павловны: «угас блистательный умственный светильник. Она покровительствовала многому и создала многое…»; «Вряд ли кто её заменит», — с грустью записал И. С. Тургенев.

## Память
- 28 апреля 2004 года, в Санкт-Петербурге прошла установка памятника Великой княгине Елене Павловне. Закладка памятника состоялась в сквере Санкт-Петербургской Медицинской Академии последипломного образования. В освящении закладного камня принял участие Директор Академии Н. А. Беляков. Чин освящения совершил священник Санкт-Петербургской Митрополии отец Александр.
- 31 мая — 2 июня 2006 года в Михайловском (Инженерном) замке состоялся третий, заключительный тур конкурса «Русская принцесса» — совместный проект Государственного Русского музея и Правительства Ленинградской области. Конкурс «Русская принцесса» посвящён 200-летию со дня рождения Великой княгини Елены Павловны. Это — отклик на выдвинутую правительством России идею Проекта национального образования и своеобразная альтернатива многочисленным конкурсам красоты. Конкурс призван помочь современным девушкам в выборе женских идеалов на примере жизни одной из выдающихся женщин прошлого, чьи дела, образ мыслей и сейчас могут быть образцом для подражания.
- В Ломоносове в честь Елены Павловны называется Еленинская улица.
- В честь Елены Павловны Н. Н. Миклухо-Маклаем был назван пролив (пролив Елены, открыт и назван в 1874 году) в Новогвинейском море (между островами Мавара и Новой Гвинеей) и гора на острове Новая Гвинея (гора Елены — 5°35′ ю.ш., 145°52′ з.д., в настоящее время русское название горы на карты не наносится)[26].